# James Sherwin
Pour les articles homonymes, voir Sherwin.
James Sherwin est un joueur d'échecs américain né le 25 octobre 1933 à New York. Maître international depuis 1958, il représenta les États-Unis lors du championnat du monde d'échecs junior de 1953 et du tournoi interzonal de 1958

## Biographie
Sherwin entra en 1960 dans l'entreprise GAF, dont il occupa le poste de directeur financier.

## Carrière aux échecs
Sherwin remporta le championnat de la New York State Chess Association en 1951 et 1953 (championnat rapide). Il fut deuxième du championnat du Marshall Chess Club 1951-1952, cinquième en 1952-1953, troisième en 1953-1954, puis premier ex æquo en 1954-1955, seul vainqueur en 1958-1959, premier ex æquo en 1959-1960. Il finit cinquième de la finale A du championnat du monde junior de 1953 (ex æquo avec Bent Larsen). Sherwin finit quatrième ex æquo du championnat des États-Unis d'échecs en 1954 (victoire de Arthur Bisguier).
En 1956, il finit premier ex æquo du championnat open des États-Unis (deuxième au départage derrière Arthur Bisguier). Il fut troisième du championnat américain fermé en 1957-1958 et 1958-1959 (championnats remportés par Bobby Fischer). Grâce à ces résultats, il représenta les États-Unis lors du tournoi interzonal de Portoroz en 1958 où il finit à la dix-septième place sur 21 joueurs.
En 1959-1960, il finit à la huitième place du championnat des États-Unis. En 1960-1961, il fut quatrième ex æquo du championnat américain, puis troisième ex æquo en 1961-1962 et décembre 1966. Il s'est retiré des compétitions en 1968.